# Jordin Sparks
Jordin Sparks (Phoenix (Arizona), 22 december 1989) is een Amerikaanse zangeres die op zeventienjarige leeftijd het zesde seizoen van American Idol won. Ze is daarmee de jongste winnaar van de talentenjacht tot nu toe.

## Carrière
Sparks kreeg de eer om het Amerikaanse volkslied te mogen zingen aan het begin van de wedstrijd om de Super Bowl in 2008 in Phoenix, Arizona. Na haar overwinning bij American Idol tekende Sparks een platencontract met 19 Recordings/Jive Records/Zomba Label Group. Jordin was hiermee de eerste artiest via American Idol die bij dit label een contract aangeboden kreeg. Eerdere artiesten van het programma zoals Kelly Clarkson en Clay Aiken stonden bij RCA onder contract. In een krappe periode van drie maanden werd het debuutalbum Jordin Sparks opgenomen in Los Angeles.
Sparks' eerste single This Is My Now had - ondanks de populariteit van American Idol - niet het gewenste resultaat geworden wat men verwachtte. In de Amerikaanse Billboard Hot 100 reikte het tot de vijftiende plaats, wat laag is voor een single van een artiest die een bekend programma - zoals American Idol - gewonnen heeft.

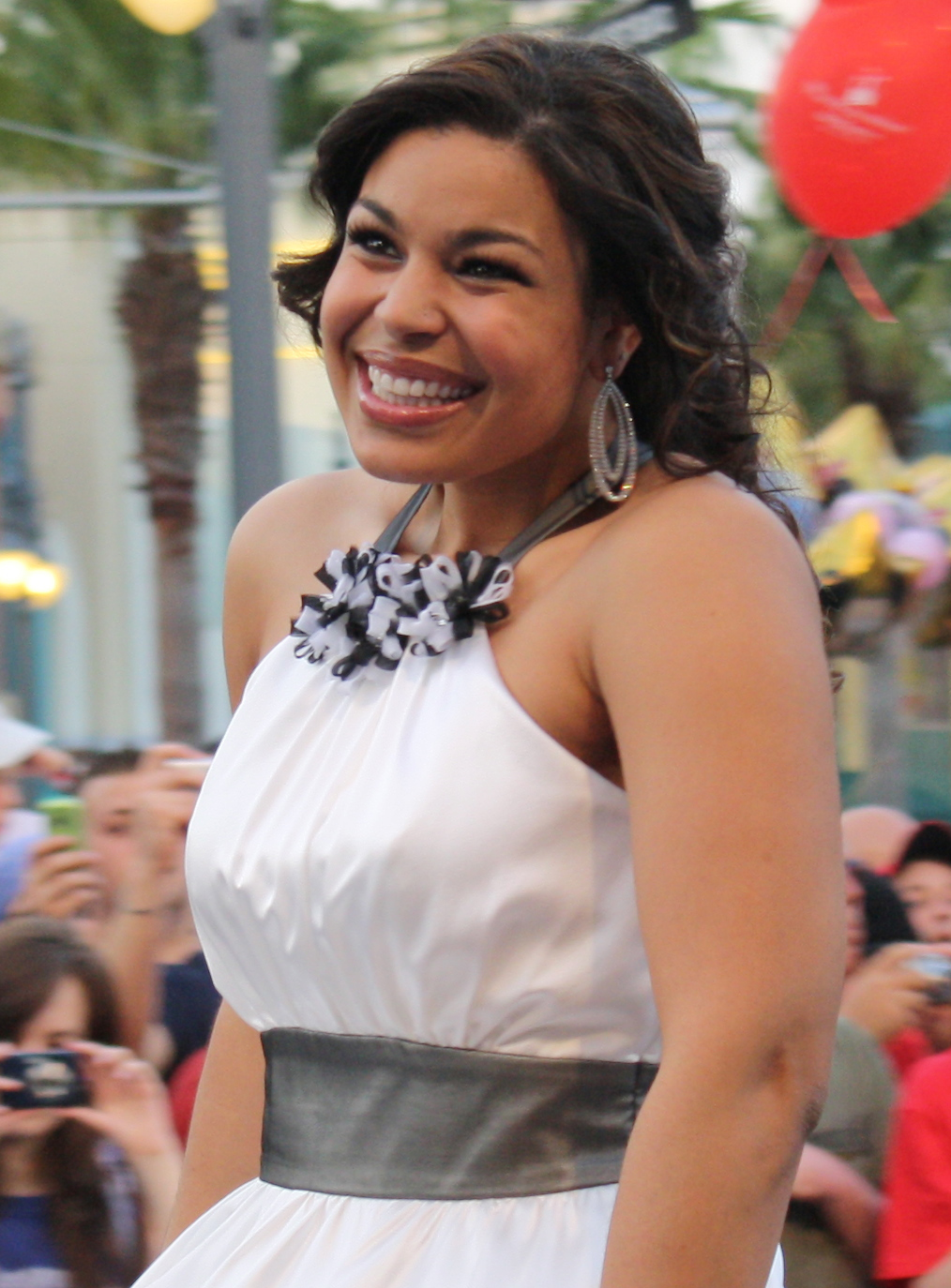
Jordin Sparks

Vlak voor de release van het album Battlefield verscheen de single Tattoo, geproduceerd door het productieteam StarGate dat al eerder werkte voor artiesten als Beyoncé, Rihanna en Ne-Yo. De single leek qua sound erg veel op Beyonce's Irreplaceable. Het kwam tot nummer acht in de Billboard Hot 100. In Canada bereikte Tattoo de derde plaats in hun Billboard Chart. De daaropvoplgende single No Air was een samenwerking met labelmaat Chris Brown en werd al een hit voordat het nummer zijn release beleefde. No Air reikte tot de derde plaats in de Billboard Hot 100 waarmee het Sparks' grootste hit tot dan toe werd.
Buiten de Verenigde Staten is Sparks erg succesvol in Australië, waar Tattoo en No Air het tot vijf en twee in de ARIA Charts schopten. DJ Tiësto maakte in 2008 een remix van No Air. In Europa werd No Air de leadsingle van het album Jordin Sparks terwijl This is My Now geen release krijgt. Het nummer kwam als albumtrack de Engelse UK Singles Chart binnen. In Nederland belandde het nummer in de top 10. Tattoo werd in Nederland als tweede single uitgebracht.
Als derde single stond in eerste instantie One Step at a Time gepland. Deze werd in 2008 al in de Verenigde Staten uitgebracht en noteerde een top-20 hit. Eind 2008 dook de zangeres de studio's echter in voor een opvolger van Jordin Sparks. De release van een vierde single in Amerika die eerder door Sparks al bekend was gemaakt (eerst Permanent Monday en dit werd later veranderd naar Freeze), en een derde single in Nederland is hierdoor geschrapt.
Van het tweede album Battlefield werd als eerste single het titelnummer uitgebracht. Zowel deze single, als de tweede single S.O.S. (Let the Music Play), werd Alarmschijf op Radio 538.
Jordin heeft ook in een aflevering van Big Time Rush gespeeld (als zichzelf).
En ze is ook te zien in The Suite Life On Deck (als zichzelf).

## Discografie

### Albums
| Album met eventuele hitnotering(en) in de Nederlandse Album Top 100 | Datum van verschijnen | Datum van binnenkomst | Hoogste positie | Aantal weken | Opmerkingen |
| ------------------------------------------------------------------- | --------------------- | --------------------- | --------------- | ------------ | ----------- |
| Jordin Sparks                                                       | 22-08-2008            | 29-08-2008            | 41              | 7            |             |
| Battlefield                                                         | 21-07-2009            | 19-09-2009            | 51              | 2            |             |

| Album met hitnotering(en) in de Vlaamse Ultratop 200 albums | Datum van verschijnen | Datum van binnenkomst | Hoogste positie | Aantal weken | Opmerkingen |
| ----------------------------------------------------------- | --------------------- | --------------------- | --------------- | ------------ | ----------- |
| Jordin Sparks                                               | 2008                  | 13-09-2008            | 66              | 4            |             |

### Singles
| Single met eventuele hitnotering(en) in de Nederlandse Top 40 | Datum van verschijnen | Datum van binnenkomst | Hoogste positie | Aantal weken | Opmerkingen                                                 |
| ------------------------------------------------------------- | --------------------- | --------------------- | --------------- | ------------ | ----------------------------------------------------------- |
| No Air                                                        | 2008                  | 09-08-2008            | 9               | 12           | met Chris Brown / Nr. 17 in de Single Top 100 / Alarmschijf |
| Tattoo                                                        | 2008                  | 24-01-2009            | 19              | 8            | Nr. 66 in de Single Top 100                                 |
| Battlefield                                                   | 2009                  | 08-08-2009            | 15              | 11           | Nr. 51 in de Single Top 100 / Alarmschijf                   |
| S.O.S. (Let the Music Play)                                   | 2009                  | 17-10-2009            | 15              | 10           | Nr. 51 in de Single Top 100 / Alarmschijf                   |

| Single met hitnotering(en) in de Vlaamse Ultratop 50 | Datum van verschijnen | Datum van binnenkomst | Hoogste positie | Aantal weken | Opmerkingen     |
| ---------------------------------------------------- | --------------------- | --------------------- | --------------- | ------------ | --------------- |
| No Air                                               | 2008                  | 05-09-2008            | 19              | 10           | met Chris Brown |
| Tattoo                                               | 2008                  | -                     | tip 2           | -            |                 |
| Battlefield                                          | 2009                  | -                     | tip 3           | -            |                 |
| S.O.S. (Let the Music Play)                          | 2009                  | -                     | tip 14          | -            |                 |